# Menorquina
De menorquina is een bedreigd rundveeras dat van oorsprong van het eiland Menorca, van de eilandengroep de Balearen, komt. De menorquina is het enige Spaanse melkveeras. De runderen worden vooral gebruikt bij de productie van Mahón (kaas). In 1991 werden er 184 dieren geteld, terwijl dit aantal in 2014 naar zo'n 1.536 runderen steeg, waarvan 1.196 koeien en 340 stieren. De melkproductie is 4000 kg gedurende lactatieperiode.